# Renate Riebandt-Kaspar
Renate Riebandt-Kaspar (31 marzo 1960) è un'ex schermitrice tedesca, vincitrice di una medaglia d'oro ed una d'argento ai campionati mondiali di scherma.